# Clay County, Arkansas
Clay County är ett administrativt område i delstaten Arkansas, USA. År 2010 hade countyt 16 083 invånare. De administrativa huvudorterna är (county seat) är Corning och Piggott. 

## Geografi
Enligt United States Census Bureau har countyt en total area på 1 661 km². 1 656 km² av den arean är land och 5 km²  är vatten.

### Angränsande countyn
- Butler County, Missouri  - nord
- Dunklin County, Missouri  - öst
- Greene County  - syd
- Randolph County  - väst
- Ripley County, Missouri  - nordväst

### Städer och samhällen
- Corning (huvudort)
- Datto
- Greenway
- Knobel
- McDougal
- Nimmons
- Peach Orchard
- Piggott (huvudort)
- Pollard
- Rector
- St. Francis
- Success